# Saida Muna Tasneem
Saida Muna Tasneem est une diplomate bangladaise. Elle est haut-commissaire du Bangladesh au Royaume-Uni et ambassadrice en Irlande et au Libéria. Elle est la première femme à occuper ces postes. Tasneem était auparavant haut-commissaire en Thaïlande et au Cambodge et représentante du Bangladesh auprès de la Commission économique et sociale des Nations unies pour l'Asie et le Pacifique.

## Biographie
Saida Muna Tasneem naît à Dacca, au Pakistan oriental. Sa famille déménage à Beyrouth, au Liban, en 1975 afin que son père termine son doctorat à l'université américaine de Beyrouth. Ils retournent ensuite à Dhaka en 1979, où elle termine ses études secondaires au lycée pour filles Holy Cross (en). Elle fréquente l'université d'ingénierie et de technologie du Bangladesh et obtient en 1988 un bachelor of science en génie chimique,. Son père, un fonctionnaire, l'encourage à passer les examens BCS, dans lesquels elle excelle. Elle obtient ensuite sa maîtrise ès sciences en politique publique et gestion à la School of Oriental and African Studies de l'université de Londres.

### Carrière
Saida Muna Tasneem commence à travailler avec le service extérieur du Bangladesh en 1993.
Le ministère bangladais des Affaires étrangères la rappelle de son affectation à la mission du Bangladesh aux Nations unies en juin 2004.

#### Ambassadrice en Thaïlande et au Cambodge
Elle est nommée ambassadrice du Bangladesh en Thaïlande et au Cambodge le 14 novembre 2014. Elle rencontre le prince héritier de l'époque, Maha Vajiralongkorn, représentant le roi Rama IX, le 4 septembre 2015, pour présenter ses lettres de créance.
En tant qu'ambassadrice, l'une de ses priorités est de renforcer le tourisme religieux entre les deux pays. Md Nazmul Quaunine succède à Tasneem en tant que haut-commissaire en Thaïlande le 23 octobre 2018.

#### Haut-commissaire au Royaume-Uni et ambassadrice en Irlande et au Libéria
Le 30 novembre 2018, Tasneem est nommée haut-commissaire au Royaume-Uni et ambassadrice en Irlande et au Libéria, succédant à Md Nazmul Quaunine. Elle devient la première femme nommée à ce poste,.
Le 1er mai 2019, elle assiste à une réception au palais de Buckingham, où elle présente la lettre de rappel de Quaunine et sa lettre de créance à la reine Elizabeth II. Au cours de la réunion, l'ambassadrice souhaite bonne santé et prospérité à la reine et fait la demande pour que deux forêts du Bangladesh (dont l'une est la forêt de Lauachhora) soient inclus dans le Queen's Commonwealth Canopy, tandis que la reine salue la croissance économique du Bangladesh et l'autonomisation des femmes.
Le 21 novembre 2019, Tasneem rencontré le président irlandais Michael D.Higgins au Áras an Uachtaráin à Dublin, en Irlande. Elle le remercie pour son soutien à la diaspora bangladaise en Irlande, tandis que Higgins professe son admiration pour la première ministre Sheikh Hasina à la suite de sa décision d'accueillir 1,1 million de réfugiés rohingyas du Myanmar voisin. Elle invite également ouvertement Higgins à ouvrir une ambassade irlandaise à Dacca et à tenir fréquemment des entretiens bilatéraux pour améliorer les relations

#### Nations unies
En 2014, elle est nommée représentante permanent du Bangladesh auprès de la Commission économique et sociale des Nations unies pour l'Asie et le Pacifique (UNESCAP). Lors de la 72e session de la commission en mai 2016, elle contribue à la présentation d'une résolution intitulée "Coopération régionale en Asie et dans le Pacifique pour promouvoir la conservation et l'utilisation durable des océans, des mers et des ressources marines pour le développement durable", qui a été coparrainée par l'Australie, l'Inde et le Sri Lanka, sur la base des politiques d'économie bleue de Sheikh Hasina. La résolution est adoptée à l'unanimité.
Tasneem est également la représentante du Bangladesh auprès de l'Organisation maritime internationale.

## Récompenses
Le 23 février 2017, lors d'une cérémonie à Dacca, Tasneem reçoit le Atish Dipankar Peace Gold Award des mains du vice-président Fazle Rabbi Miah (en). Elle reçoit le prix en reconnaissance de son travail pour promouvoir le dialogue interreligieux et la paix, en particulier dans le cadre de son rôle de haut-commissaire en Thaïlande.